# Luis Alberni
Luis Alberni (* 4. Oktober 1886 in Barcelona; † 23. Dezember 1962 in Hollywood, Kalifornien) war ein spanisch-US-amerikanischer Schauspieler.

## Leben und Karriere
Nach einem Schauspielstudium an der Universität Complutense Madrid trat Luis Alberni anfangs vor allem in Shakespeare-Stücken auf. 1914 wanderte er in die Vereinigten Staaten aus und spielte in New York zwischen 1915 und 1928 in insgesamt rund 15 Produktionen am Broadway. Er wirkte unter anderem an der Uraufführung von What Price Glory?, dem zweimal verfilmten Theaterstück von Maxwell Anderson und Laurence Stallings, mit. Bereits während der Stummfilmära – sein Filmdebüt hatte er 1915 gegeben – trat Alberni als Filmschauspieler in Erscheinung, doch erst mit Beginn des Tonfilmes arbeitete er regelmäßig in Hollywood.
Zwischen 1915 und 1956 wirkte Alberni als Darsteller von kleineren wie größeren Nebenrollen im amerikanischen Film mit. Obgleich eigentlich gebürtiger Spanier, spielte Alberni noch häufiger Italiener – häufig komisch wirkende und leicht erregbare Köche, Kellner, Politiker oder Hotelmanager. Zu den wichtigsten Filmen seiner Karriere zählen u. a. Svengali, Roberta, Die Falschspielerin und Mein Leben in Luxus, in letzterer Komödie hatte er einen besonders markanten Auftritt als hysterischer Hotelbetreiber Mr. Louis Louis, dem die Insolvenz droht. Er wirkte auch an I Was a Criminal, Richard Oswalds amerikanischer Verfilmung von Der Hauptmann von Köpenick, in der Rolle des Gefängniswärters mit. Nach 1950 war Alberni nur noch sporadisch vor der Kamera zu sehen, zuletzt 1956 in einer kleinen Rolle als alter Hebräer in Cecil B. DeMilles Monumentalfilm Die zehn Gebote. Insgesamt umfasst sein filmisches Schaffen mehr als 170 Filme, zudem ist mindestens ein Fernsehauftritt im Jahr 1952 belegt.
Wie in einigen seiner Filmrollen war Alberni auch im echten Leben zeitweise als Koch tätig. Er war zweimal verheiratet und hatte zwei Kinder aus erster Ehe. Bei seinem Tod 1962 an einem Herzinfarkt im Alter von 76 Jahren hinterließ er seine Ehefrau Wanda. Er wurde auf dem Valhalla Memorial Park Cemetery in Los Angeles beigesetzt.

## Filmografie (Auswahl)
- 1915: Children of the Ghetto
- 1922: Der Mann aus dem Jenseits (The Man from Beyond)
- 1923: The Valley of Lost Souls
- 1926: Alles Schwindel (The Cheerful Fraud)
- 1931: Svengali
- 1931: The Last Flight
- 1932: Ein ausgefuchster Gauner (High Pressure)
- 1932: Die große Stampede (The Big Stampede)
- 1932: Ärger im Paradies (Trouble in Paradise)
- 1932: Rasputin: Der Dämon Rußlands (Rasputin and the Empress)
- 1933: When Ladies Meet
- 1933: Der Mann von Monterey (The Man from Monterey)
- 1933: Menu (Kurzfilm)
- 1933: Der Frauenheld (Lady Killer)
- 1933: Bei Kerzenlicht (By Candlelight)
- 1933: Carioca (Flying Down to Rio)
- 1934: Die schwarze Katze (The Black Cat)
- 1934: Stingaree
- 1934: Das Rätsel von Monte Christo (The Count of Monte Cristo)
- 1934: Das leuchtende Ziel (One Night of Love)
- 1935: Das Mädchen, das den Lord nicht wollte (The Gilded Lily)
- 1935: Die Fee (The Good Fairy)
- 1935: Roberta
- 1935: Leise kommt das Glück zu Dir (Let’s Live Tonight)
- 1935: Goin’ to Town
- 1935: Love Me Forever
- 1935: The Gay Deception
- 1935: Metropolitan
- 1936: Ein rastloses Leben (Anthony Adverse)
- 1936: Tanzende Piraten (Dancing Pirate)
- 1937: Mein Leben in Luxus (Easy Living)
- 1937: Mr. Dodd Takes the Air
- 1937: The Great Garrick
- 1937: Manhattan Merry-Go-Round
- 1937: Hitting a New High
- 1939: Rivalen (Let Freedom Ring)
- 1939: Nenn mich Hilda (The Housekeeper’s Daughter)
- 1941: Die Falschspielerin (The Lady Eve)
- 1941: Lord Nelsons letzte Liebe (That Hamilton Woman)
- 1941: Der Weg nach Sansibar (Road to Zanzibar)
- 1941: Fluchtweg unbekannt (They Met in Bombay)
- 1941: Weltpremiere (World Premiere)
- 1941: Babes on Broadway
- 1941/45: I Was a Criminal
- 1944: Voice in the Wind
- 1944: Es geschah morgen (It Happened Tomorrow)
- 1944: In Society
- 1944: Der Ring der Verschworenen (The Conspirators)
- 1945: Der Wundermann (Wonder Man)
- 1945: A Bell for Adano
- 1949: Captain Carey, U.S.A.
- 1950: So ein Pechvogel (When Willie Comes Marching Home)
- 1952: What Price Glory
- 1956: Die zehn Gebote (The Ten Commandments)